# ISO 15765-2
ISO 15765-2 또는 ISO-TP(전송 계층)는 CAN 버스를 통해 데이터 패킷을 전송하기 위한 국제 표준이다. 이 프로토콜은 CAN 프레임의 최대 페이로드 8바이트를 초과하는 메시지 전송을 허용한다. ISO-TP는 더 긴 메시지를 여러 프레임으로 분할하여 개별 프레임을 해석하고 수신자가 완전한 메시지 패킷으로 재조립할 수 있는 메타데이터(CAN-TP 헤더)를 추가한다. 2016 버전부터 메시지 패킷당 최대 232-1(4,294,967,295)바이트의 페이로드를 전달할 수 있다. 이전 버전은 최대 페이로드 크기가 4095바이트로 제한되었다.
OSI 모형에서 ISO-TP는 계층 3(네트워크 계층)과 4(전송 계층)를 다룬다.
ISO-TP의 가장 일반적인 응용 부문은 KWP2000 및 UDS를 사용하여 OBD-2 장착 차량으로 진단 메시지를 전송하는 것이지만, CAN 프로토콜의 물리적인 것보다 더 긴 메시지를 보내야 할 수 있는 다른 응용 부문별 CAN 구현에서 광범위하게 사용된다. 레이어는 CAN의 경우 8바이트, CAN-FD의 경우 64바이트, CAN-XL의 경우 2048바이트를 허용한다.
ISO-TP는 소위 확장 주소 지정이라는 자체 주소 지정을 사용하거나 CAN ID만 사용하는 주소 없이(소위 일반 주소 지정) 작동할 수 있다. 확장 주소 지정은 각 프레임의 첫 번째 데이터 바이트를 주소의 추가 요소로 사용하여 애플리케이션 페이로드를 1바이트만큼 줄인다. 명확성을 위해 아래 프로토콜 설명은 8바이트 CAN 프레임의 일반 주소 지정을 기반으로 한다. ISO 15765-2 프로토콜에서는 전체적으로 6가지 유형의 주소 지정이 허용된다.
ISO-TP는 8바이트 CAN 프레임의 페이로드 데이터 앞에 하나 이상의 메타데이터 바이트를 추가하여 페이로드를 프레임당 7바이트 이하로 줄인다. 메타데이터를 프로토콜 제어 정보(PCI)라고 한다. PCI는 1, 2 또는 3바이트이다. 초기 필드는 프레임 유형을 나타내고 암시적으로 PCI 길이를 설명하는 4비트이다.

## 표준
- ISO 15765-2:2016 Road vehicles -- Diagnostic communication over Controller Area Network (DoCAN) -- Part 2: Transport protocol and network layer services